# گشادشدن چشم

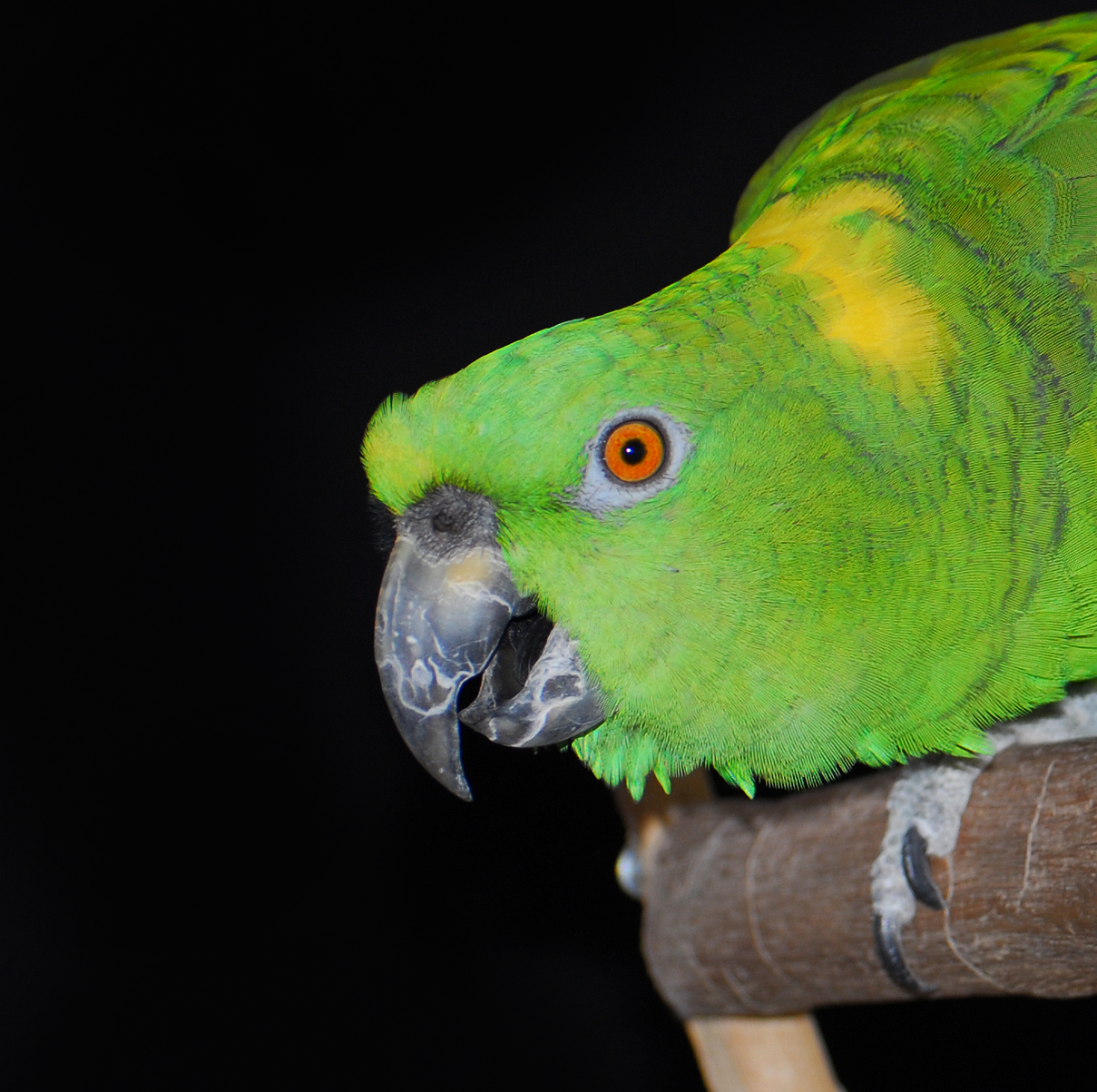
گشادشدن چشم در آمازون پس‌سرزرد

گشادشدن چشم (به انگلیسی: Eye pinning)، که همچنین به عنوان درخشش چشم (Eye blaziing) یا چشمک زدن (Eye flashing) شناخته می‌شود، نوعی زبان بدن است که توسط طوطی‌ها بهره‌گیری می‌شود. اصطلاحی که به گشاد شدن و انقباض سریع و بسیار آشکار مردمک چشم پرنده در پاسخ به یک محرک خارجی اشاره دارد. برخلاف انسان، طوطی‌ها توانایی کنترل این رفلکس را دارند و از آن به عنوان نوعی ارتباط غیرکلامی استفاده می‌کنند. این یک رفتار رایج در طوطی‌های آمازون، ماکائوها، گونه‌های طوطی بال‌دراز و طوطی‌های خاکستری آفریقایی است.
این رفتار همچنین در جوجه‌های مرغ اهلی و کبوترهای جنگلی نیز دیده شده‌است.